# Від не-початку і до не-кінця
«Від не-початку і до не-кінця» – книжка літературно-критичних есеїв та інтерв’ю Олександра Клименка, вийшла друком 2013 року у видавництві «Ярославів Вал» в серії «Золотий перетин». Есеї та інтерв’ю публікувалися на сайтах «ЛітАкцент», «Буквоїд», у журналах «Кур'єр Кривбасу», «Березіль». Книжку присвячено матері письменника – Ніні Іванівні Потапенко. В оформленні обкладинки використано картину  Оділона Редона «Sita». У 2013 році Іван Дзюба висунув книжку на здобуття премії ім. Юрія Шевельова.

## Структура та зміст
Передмову «У товаристві Андрія Платонова. Олександр Клименко та його проза і критика» до книжки написав Михайло Слабошпицький. Деякі літературно-критичні статті, в яких розглядаються твори українських (Володимир Діброва, Володимир Базилевський, Костянтин Москалець, Євген Баран, Володимир Лис, Василь Слапчук, Петро Коробчук) та зарубіжних (Вітольд Ґомбрович, Ян Твардовський, Мічіо Кайку, Умберто Еко, Андрій Платонов) письменників, мають продовження у формі інтерв’ю з авторами окремих творів, що рецензуються. До книги ввійшли літературно-критичні статті (Гіперпростір як відкритий твір, Навздогін «Гіперпростору…», «Фердидурке». Сімдесят років по тому, Квіти всеприсутності, The Long and Winding Road (Про «Пісні Бітлз» Володимира Діброви), Вербальна музика Костянтина Москальця (Історія написання двох коментарів), Книжка, яка заслуговує на увагу, Пристрасний ревізіонізм Володимира Базилевського, Стоїчний опір часові та матерії, Звільнитися в есеї, Промовисті відповіді Євгена Барана, Кілька слів про «Століття Якова» Володимира Лиса, Світи ілюзорні й реальні, Дві світлини – дві книги поета під однією обкладинкою, Повість Василя Слапчука «Кенгуру завбільшки з цвіркуна» (варіант прочитання), Еволюція творчості Василя Слапчука) та інтерв’ю (Володимир Базилевський: «Велика література духовна за своєю суттю...», Євген Баран: «Я просто люблю книги і авторів, які їх пишуть...», Володимир Лис: «Мені цікаво розповідати історії...», Петро Коробчук: «Митець має всотувати в себе увесь світ…», Василь Слапчук: «Текст – це і є життя», Ніна Малигіна: «Платонов виявляв моральну опору зацькованої людини»).

## З видавничої анотації
До книжки прозаїка, критика Олександра Клименка увійшли літературно-критичні есеї та інтерв’ю, опубліковані протягом 2008–2012 років. З огляду на безмежність літературного простору, який, як зазначено у назві книжки, простягається від не-початку і до не-кінця, автор зупиняється на розгляді окремих творів і, в такий спосіб локалізуючи літературну неосяжність, замислюється над проблемами, тенденціями та перспективами розвитку сучасної літератури.

## Нагороди
- 2014 – Літературно-мистецька премія ім. Пантелеймона Куліша[5].